# Шаленік-Колонія
Шаленік-Колонія (пол. Szalenik-Kolonia; укр. Шаленик-Колонія) — село в Польщі, у гміні Белзець Томашівського повіту Люблінського воєводства.
Розташоване на Закерзонні (в історичному Надсянні).
У 1975-1998 роках село належало до Замойського воєводства.